# Efrat Tilma
Efrat Anne Tilma (em hebraico:  אפרת אן טילמה; Nascida em 10 de setembro de 1947) é uma ativista transgênero israelense, uma das primeiras mulheres trans em Israel e a primeira mulher trans a se voluntariar na polícia israelense. Uma peça baseada em sua autobiografia, "Made He a Woman", foi escrita por Yonatan Calderon e apresentada no Habima National Theatre. Em 2019, Efrat Anne Tilma foi a primeira mulher trans a receber uma cidadania honorária da cidade de Tel Aviv (Israel).

## Biografia
Nascida em 1947 em um kibutz na Galiléia (norte de Israel), Efrat Anne Tilma teve problemas com a polícia israelense, que a prendeu por se vestir como mulher, já que é uma pessoa que foi designada como homem ao nascer. Depois de passar por uma cirurgia de mudança de sexo em Casablanca, no Marrocos, em 1967, ela teve que passar por exames humilhantes ordenados pelo Ministério do Interior de Israel, considerados necessários para alterar sua papelada para refletir sua nova identidade de gênero.
Em 2011, Efrat Anne Tilma começou a trabalhar como voluntária da Polícia de Israel no Distrito de Tel Aviv. Desde a transformação política de Israel em relação aos direitos LGBTQ, Efrat Anne Tilma se tornou uma embaixadora da comunidade transgênero e da polícia israelense e recebeu um pedido oficial de desculpas e uma medalha especial do distrito policial de Tel Aviv. Efrat Anne Tilma também se encontrou com o presidente israelense Reuven Rivlin como parte de uma noite em homenagem aos membros da comunidade LGBT que servem nas forças de segurança.
Em 2016, Efrat Anne Tilma atuou como jurada da primeira competição Miss Trans Israel. O concurso foi vencido por Thalin Abu Hanna, que um ano depois interpretou Efrat Anne Tilma em uma peça sobre sua vida chamada "Made He a Woman" (O fez uma mulher).
Efrat Anne Tilma apareceu em vários documentários de televisão em Israel, e ela dá palestras regularmente para vários públicos, incluindo policiais e juízes, sobre a história transgênero e questões trans atuais.

## Reconhecimento
Efrat Anne Tilma foi homenageada como uma das 100 mulheres da BBC em dezembro de 2022.